# Pătrăuți
Pătrăuți là một xã thuộc hạt Suceava, România. Dân số thời điểm năm 2002 là 4309 người.